# アメデ・ムーシェ

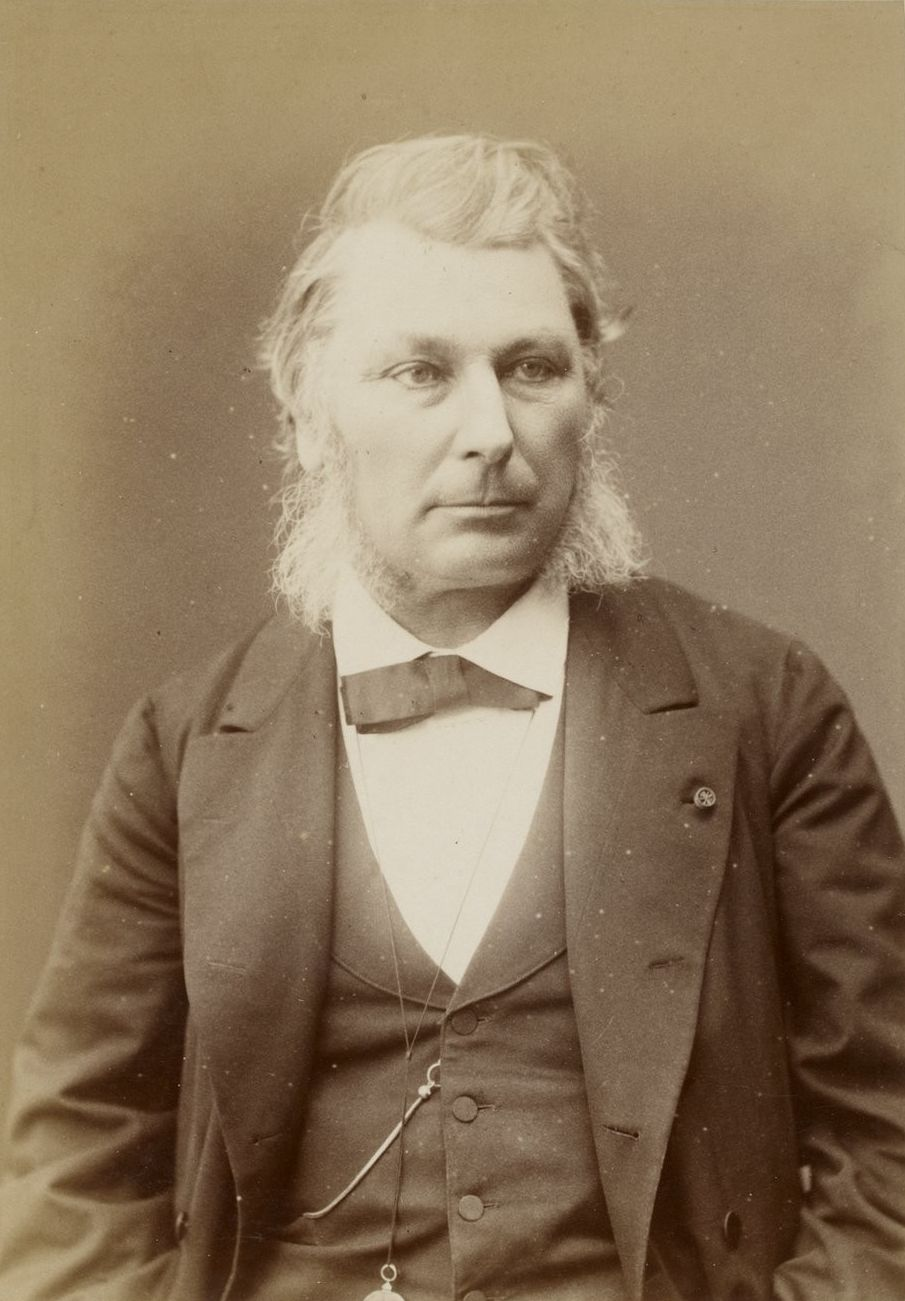
Amédée Ernest Barthélemy Mouchez

エルネスト・アメデ・バルテルミー・ムーシェ（Ernest Amédée Barthélemy Mouchez、1821年8月24日 - 1892年6月29日）は、19世紀のフランスの海軍士官で、パリ天文台の所長を務めた。1887年に国際協力による星図Carte du Cielの製作プロジェクトを立ち上げた。
スペインのマドリードに生まれた。1843年にフランス海軍に入り、海軍軍人としての経歴をつんだ。当時の海軍をとりまく情勢は比較的平穏であり、海軍の活動の多くは探検や調査のための航海に費やされていた。当初ムーシェは、朝鮮半島や中国、南米の沿岸の水路調査に従事した。その中でパラグアイの川を320kmまで溯り、アブロリョス諸島を探検した。観測機器の改良を行い、特に経度の測定方法の問題に取り組んだ。経緯儀と子午儀の使用により、約30秒あった経度の測定誤差を3秒から4秒まで改善させた。
1868年に大尉に昇進し、アルジェリア沿岸の海図製作の業務に従事した。1868年に海図が完成すると、フランス経度局のメンバーに選ばれ、翌年科学アカデミーにより、金星の日面通過の観測のためにインド洋のサンポール島に派遣され、日面通過の写真撮影に成功した。
1875年に科学アカデミーの会員に選ばれるとともに、海将補に任じられ、パリ天文台の所長に任じられた。パリ天文台は1870年の普仏戦争とパリ・コミューンの混乱で破壊されていたが、ムーシュは天文台の再建計画をつくった。しかし新しい天文台を建設する資金を政府からひきだすことはできなかった。
1887年に、イギリスのデービッド・ギルと協力し、国際的な天文学の会議をパリで開催した。会議の結果、国際協力により、写真観測による星図Carte du Cielを製作するプロジェクトが開始され、このプロジェクトに何年も多くの労力がさかれたが、近代的な観測方法により星図のプロジェクトは時代遅れのものとなった。
ムーシェはフランスのセーヌ＝エ＝オアズ県の都市ウィスーで没した。月のムーシェクレータに彼の名が冠せられている。